# 임프루네타
임프루네타(이탈리아어: Impruneta)는 이탈리아 토스카나주 피렌체현에 있는 코무네다.

## 지명과 생산품
임프루네타라는 지명은 소나무숲을 뜻하는 임프루네티스(inprunetis)에서 전래되었으며, 소나무로 만드는 테라코타도 유명하다. 테라코타는 붉은 색을 띄는 이 지역의 점토로 만들어진다.

## 자매 도시
- 체코 프라하티체
- 프랑스 벨레리브쉬랄리에
- 독일 하다마어
- 폴란드 프루슈쿠프